# 山口県道24号防府徳地線
山口県道24号防府徳地線（やまぐちけんどう24ごう ほうふとくぢせん）は、山口県防府市から山口市に至る県道（主要地方道）である。

## 概要
防府市高井の新橋北詰交差点から山口市徳地堀の国道376号交点までを結ぶ。全区間を通して佐波川の右岸側を通っており、区間の半分近くは佐波川沿いを走る。
かつては、防府阿東線の名称で、山口市阿東地福下が終点であったが、1993年に佐波郡徳地町（現・山口市）堀から北が国道489号に指定されたため、現路線に変更された。

### 路線データ
- 起点：防府市高井（新橋北詰交差点、山口県道54号防府停車場線交点）
- 終点：山口市徳地堀（国道376号交点）

## 歴史
- 1993年（平成5年）5月11日 - 建設省から、県道防府徳地線が防府徳地線として主要地方道に指定される[1]。

## 路線状況

### 重複区間
- 山口県道27号山口徳山線（防府市奈美 - 防府市中山）

## 地理
- 佐波川

### 通過する自治体
- 防府市
- 山口市

### 交差する道路
| 交差する道路                                                                                         | 市町村名 | 交差する場所 | 交差する場所          |
| --- | -------- | ------------ | --------------------- |
| 山口県道54号防府停車場線 山口県道187号高井大道停車場線 重複 山口県道502号山口防府小郡自転車道線 重複 | 防府市   | 高井         | 新橋北詰交差点 / 起点 |
| 国道2号 / 防府バイパス                                                                               | 防府市   | 下右田       | 塚原交差点            |
| 山口県道27号山口徳山線 重複区間起点 山口県道197号仁保中郷奈美線                                      | 防府市   | 奈美         |                       |
| 山口県道27号山口徳山線 重複区間終点                                                                  | 防府市   | 中山         |                       |
| 国道376号                                                                                            | 山口市   | 徳地堀       | 終点                  |